# 鞭毛虫
鞭毛虫（べんもうちゅう）とは、原生動物の中で鞭毛で運動する生物を総称する呼び方である。以前は分類群の名称として用いられた事もあったが、21世紀初頭現在では専ら「鞭毛を持つ原生生物」の意味で用いられ、自然分類群としての要素は無い。

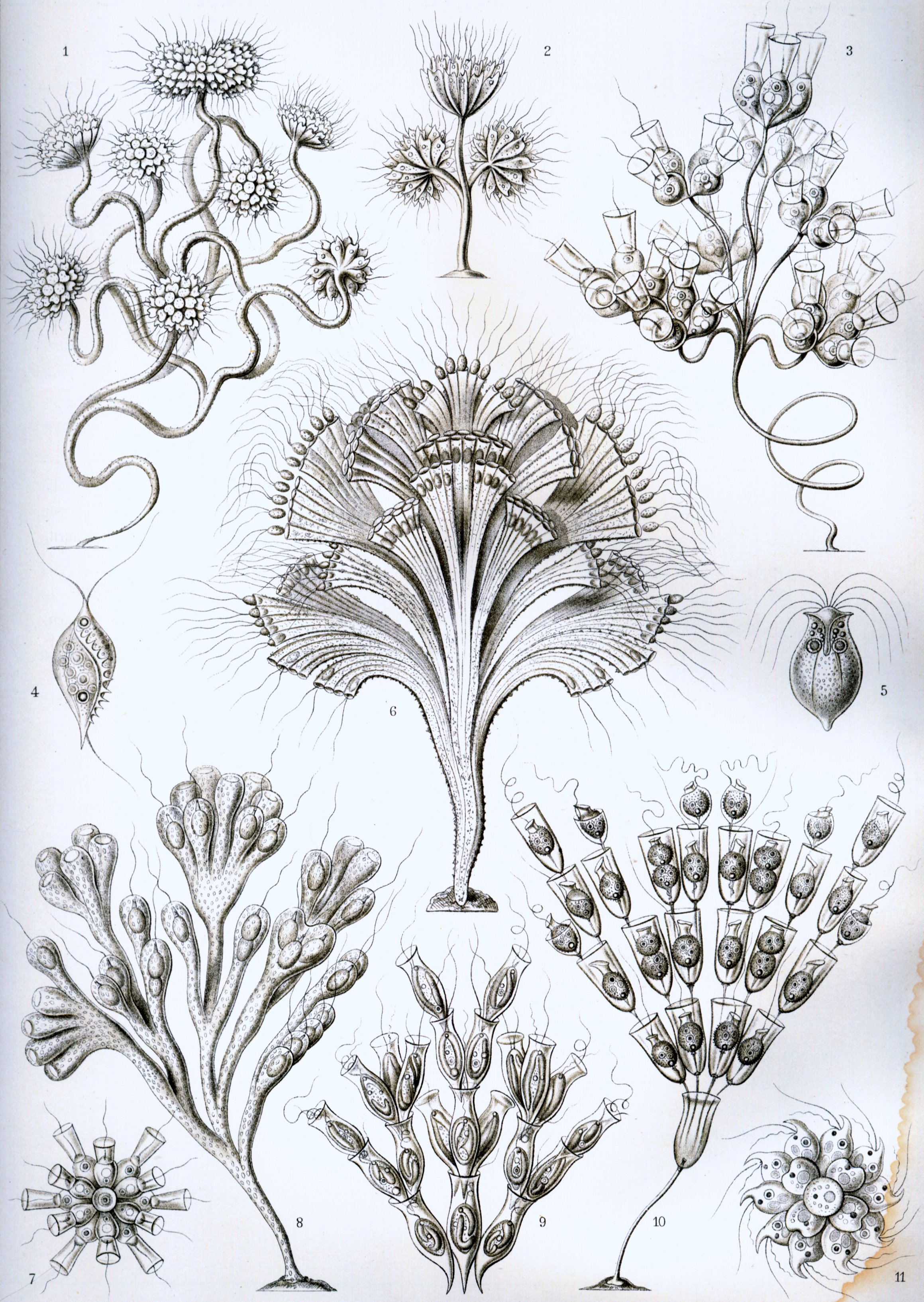
さまざまな鞭毛虫
（エルンスト・ヘッケルによる）

## 提唱と解体の経緯
現在でこそ「鞭毛虫類」は人為分類群である事が一般に認知されているが、古くは二界説における原生動物門や、三界説や五界説で言う原生生物界の中に設置され、自然分類群であるかのように扱われてきた。鞭毛虫類は「鞭毛で運動する単細胞生物」である事を分類形質とし、該当する生物全てをまとめた群であった。従って、単細胞又は群体を形成する生物で、一本以上の鞭毛を備えるものは悉く鞭毛虫類に含まれた。鞭毛虫類の内部分類としては、葉緑体を持つ有色鞭毛虫（＝植物性鞭毛虫、藻鞭毛虫、鞭毛藻）類と、持たない無色鞭毛虫（＝動物性鞭毛虫）類とに区分された。分子系統分類という手法が存在しなかった当時、分類形質たり得る形態情報が著しく限定される単細胞生物にあって、鞭毛や色素体という明瞭な細胞構造は格好の分類基準であった。
一方アメーバ様の生物に対しては、鞭毛虫類と対比させる形で根足虫類という群が設立され、仮足を持つもの、変形運動を行うものはここに集められた。しかしながら、アメーバ様の特徴を備えながらも鞭毛を持つ生物も多く存在し、それらは「有鞭根足虫類」などと呼ばれたり、或いは鞭毛虫と根足虫をまとめて「肉質鞭毛虫類」なる分類群が設けられるなどした為、鞭毛虫類を取り巻く分類体系は混乱を極めた。
また、有色鞭毛虫類は鞭毛虫類であると同時に藻類として扱われ、そこではむしろ色素体に含まれる同化色素が重要な特徴とされる。その部分の特徴が異なるものが複数含まれるため、動物としては鞭毛虫綱の下の目の異なるものとの扱いであるのに、それらが植物としては異なった門に入ることが珍しくなかった。
原生生物の研究が進むにつれ、鞭毛は真核生物の先祖的形質である事が明らかとなってきた。繊毛もまた、鞭毛と根本的に異なるものとは見なされなくなった。そして単に鞭毛の有無ではなく、鞭毛の根元にある鞭毛装置や、鞭毛に付随する修飾構造こそが系統を反映するものであるという認識が広まった。その経過の中で、鞭毛虫をまとめて一つの分類群とする扱いは衰退した。
また、原生生物の分類に大きな変革をもたらした概念として細胞内共生説が挙げられる。この説の提唱とその検証に伴う細胞内共生関係に関する知見の蓄積により、有色鞭毛藻類と無色鞭毛虫類とは単純に隔たった分類群ではなく、複数回に渡る葉緑体の獲得と欠失とを十分考慮して互いに位置付けるべきものであるとの考えが浸透した。例えば、光合成を行う独立栄養生物であるミドリムシ類と、寄生性の病原虫であるトリパノソーマ類とは非常に近縁であるが、前者のみが葉緑体を獲得したがゆえに異なった外見と生活様式をとるようになったのである。一方、葉緑体を持つ種を含む渦鞭毛藻と、寄生性のマラリア原虫も同じアルベオラータに属していながら異なる生活様式を見せるが、この場合は後者が二次的に光合成能を失っている（Lang-Unnasch et al. 1998 参照）。このような例は他の分類群でも枚挙されるものであり、表面的な有色無色の区別は系統的に無意味である事を知らしめた。
現在では、かつて有色鞭毛虫類とされた目の多くが、それぞれ独立した門として扱いを受けている。無色鞭毛虫類についても、同様にそれぞれの群が独立したものと見なされる傾向がある。しかし、前者が古くから色素の種類などを基礎にある程度確立した分類体系を持っていたのに比べ、後者では分類の上で重要な形態形質について十分に把握されていなかった。その為、近年では電子顕微鏡レベルの微細構造観察と、1980年代以降急激に発展した分子系統解析の結果を受けて分類群編成の大局が変化しており、しかも多くの説があって研究者の間でも未だにコンセンサスがとられていない。その上、近年は和語で分類群の名を付けない傾向があり、それぞれの分類群に対応する馴染みやすい名前がほとんど無い。

## 特徴
上記の経緯で用いられる呼称ゆえ、ここに含まれた生物の性質は極めて様々で、生活環の主要な部分が単細胞（ないしは群体）で鞭毛運動をするものである、という点以外の共通点を見いだすことは難しい。

### 体制
基本的には鞭毛を持つ単細胞生物であるが、それに類する細胞からなる集団を構成するものも含める。それらは群体、あるいは細胞群体と呼ばれる。群体を形成するものはいくつもの群に散見される。また、基本的には運動性の生物だが、類似の構造を持ちながら固着性のものもある。これも様々な群に見られる。

### 鞭毛の本数と生物の代表例
- 単鞭毛：オピストコンタ
- 二本鞭毛（等長）：緑藻類クラミドモナス、ボルボックスなど
- 二本鞭毛（不等長）：ミドリムシ、ハプト藻類、渦鞭毛藻類など
- 二本鞭毛（不等長、明瞭な修飾構造を持つもの）：ストラメノパイル、クリプト藻類など
- 多鞭毛（2^n本）：プラシノ藻類（n＝2-5）、ディプロモナス類（ランブル鞭毛虫）
- 多鞭毛（それ以上）：オパリナ類、超鞭毛虫類

鞭毛の修飾構造としては、鱗片、管状小毛、波動膜などがある。上記は非常に大雑把な例示で、多分に例外を含むものである。

### 栄養様式
- 独立栄養：酸素発生型光合成
- 従属栄養：捕食性、吸収栄養性、寄生性

従属栄養の鞭毛虫には、通常の好気的な環境下で生育するものから、通性嫌気性から偏性嫌気性（絶対嫌気性）の生物までが含まれる。嫌気性のものは、特に寄生性のパラバサリアやディプロモナス類に多い。

## 古の分類
前述の通り、有色鞭毛虫類は分類体系の上で二重戸籍を持っていた。例えばボルボックスは「日本淡水生物学」において緑藻植物門のボルボックス目と、原生動物門鞭毛虫類の藻鞭毛虫目とでそれぞれ解説されている。これはもちろん異様なことであり、現在では前者の判断が認められている。つまり鞭毛虫は分類群としては成立しない。しかしながら、運動性で鞭毛を持つ単細胞生物を鞭毛虫としてまとめるのは、人為的ではあるが便利な分類であるから、この類型を使った書籍は現在も見ることがある。参考文献を元に、以下にかつての鞭毛虫類の分類体系の例を挙げる。各群の最後尾のカッコの中は独立群とした場合の名称である。
有色鞭毛虫綱　Chromonadea
- 黄緑鞭毛虫目　Chrysomonadida：Mallomonas（ミノヒゲムシ）･Synura（モトヨセヒゲムシ）・Dinobryon（サヤツナギ）･Distephanus[1]（シリカヒゲムシ）：（→黄金色藻類）・Rhizochrysis（アメーバモドキ）：（→黄緑藻類）
- 鱗鞭毛虫目　Coccolithophorida：Coccolithus･Syracophaera（ココリソヒゲムシ）（→ハプト藻類）
- 暗色鞭毛虫目　Cryptomonadida：Cryptomonas･Chilomonas（→クリプト藻類）
- 渦鞭毛虫目　Dinoflagellida：Noctiluca（ヤコウチュウ）･Peridinium（ウミウズオビムシ）･Ceratium（ツノオビムシ）:（→渦鞭毛藻類）

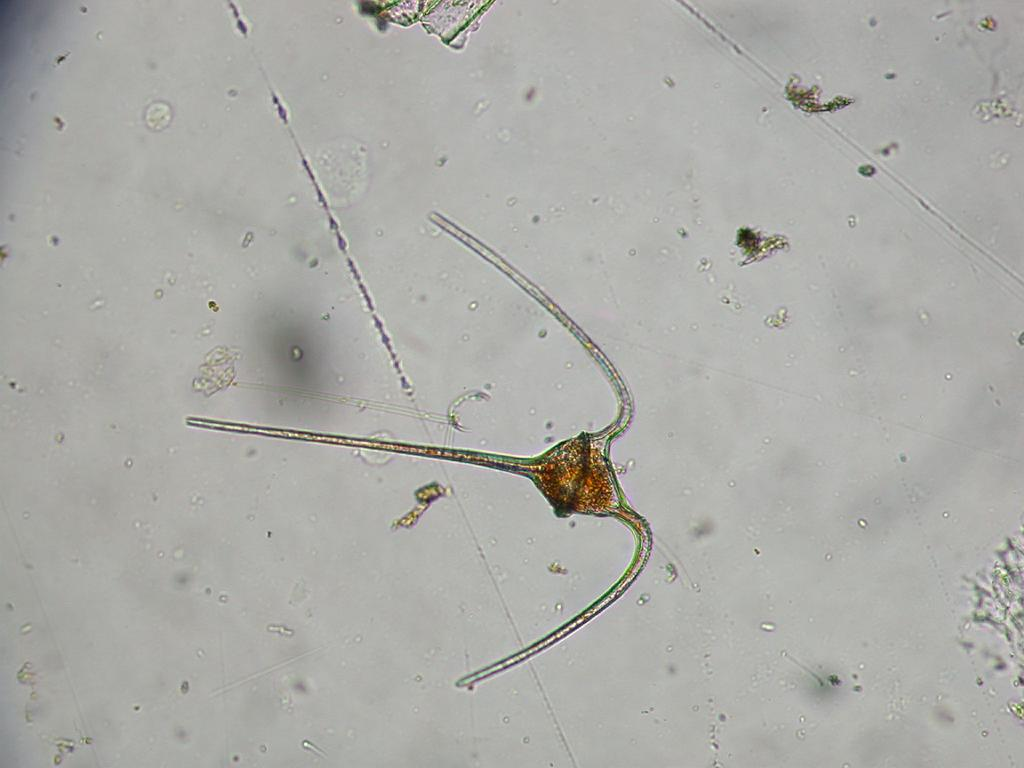
ウミツノオビムシ(Ceratium sp.)

- 緑虫目　Euglenoida：Euglena（ミドリムシ）･Trachelomonas（カラヒゲムシ）:（→ミドリムシ類）
- 緑色鞭毛虫目　Chloromonadida：Vaculoaria（ミドリヒラムシ）（→ラフィド藻類）
- 藻鞭毛虫目　Phytomonadida：Chlamydomonas（クラミドモナス・コナヒゲムシ）Volvox（ボルボックス・オオヒゲマワリ）：（→緑藻類）

無色鞭毛虫綱　Leucomonadida
- 無色珪質鞭毛虫目　Ebriacida：Ebira
- 襟鞭毛虫目　Choanoflagellida：Salpingoeca
- 有運動核目　Kinetoplastida
  - ボド亜目　Bodonina：Bodo（ボドヒゲムシ）
  - 波動膜亜目　Tripanosomatina：Trypanosoma（トリパノソーマ・マクムシ）
- 根足鞭毛虫目　Rhizomastigida：Mastigamoeba（カワリヒゲムシ）
- 有判鞭毛虫目　Retortomonadida：Retortomonas（ハラヒゲムシ）
- 双子鞭毛虫目　Diplomonadida：Giardia（ヤツヒゲハラムシ）（→ディプロモナス類）
- 骨膜鞭毛虫目　Trichomonadida：Trichomonas（トリコモナス・ホネマクムシ）（→パラバサリア類）
- 多鞭毛虫目　Hypermastigida：Trichonympha（ケカムリ）･Teratonympha（ナガケカムリ）（→超鞭毛虫類、パラバサリア類）

関係不詳
- オパリナ目　Opalinata：Opalina（オパリナ）